# Gwiazdozbiór Kompasu
Kompas (łac. Pyxis, dop. Pyxidis, skrót Pyx) – niewielki, 65. co do wielkości gwiazdozbiór nieba południowego wyodrębniony z peryferyjnych gwiazd starożytnej wielkiej konstelacji Okrętu Argo (wyobrażających maszt), pod pierwotną nazwą Puszka Okrętowa w 1752 roku przez francuskiego astronoma, kartografa i duchownego Nicolasa-Louisa de Lacaille, dla upamiętnienia wynalazku kompasu magnetycznego, jednego z najważniejszych przyrządów ówczesnych nawigatorów. Trudno stwierdzić, w jaki sposób wśród zaledwie trzech gwiazd o jasności 3-4m Lacaille widział kompas.
Liczba gwiazd dostrzegalnych nieuzbrojonym okiem: około 25. Nie zawiera gwiazd jaśniejszych niż czwartej wielkości. W Polsce gwiazdozbiór jest widoczny od stycznia do marca i wówczas można próbować dostrzec choćby γ i ζ Pyx.

## Mity i legendy
Starożytni astronomowie nie znali tego gwiazdozbioru. Lacaille użył do stworzenia tej konstelacji kilku gwiazd z dziobu Argo, paru z Żagla i kilku nigdzie nieprzypisanych. Jak kilka innych stworzonych przez opata ta również reprezentuje przyrząd inżynierski. Starożytny okręt nie mógł jednak być wyposażony w kompas, więc konstelacja nie może być uznawana za część dawnego statku.

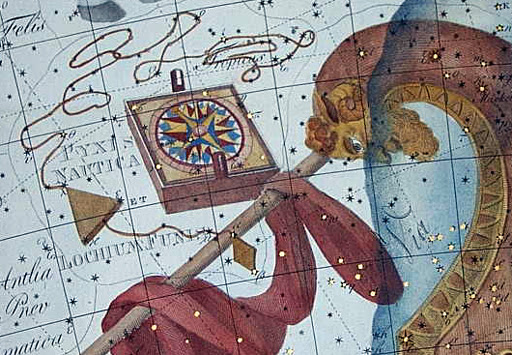
Kompas wraz z logiem w „Uranografii” Bodego

Pewnie z powodu tego niedopasowania sir William Herschel w roku 1844 zaproponował zmianę nazwy na Maszt, łac. Malus. Zresztą już od XVI wieku te gwiazdy często były rysowane w atlasach nieba jako maszt lub reja Argo. W mitologii greckiej Argo był opisywany jako galera napędzana przez 50 wioślarzy i prawdopodobnie nie miał masztu. Propozycja Herschela nie spotkała się z dobrym przyjęciem i wynalazek Lacaille’a pozostał na niebie. Johann Bode dołączył do Kompasu dodatkowy przyrząd, Lochium Funis, przedstawiający log (linę z drewnianym klockiem, służącą niegdyś marynarzom do mierzenia prędkości statku i przebytej drogi). Bode traktował go jako część tej samej konstelacji i wymienił łącznie gwiazdy obu figur; również ta propozycja nie zyskała szerszego uznania. Od tego czasu nie było poważnych zmian w składzie konstelacji.

## Gwiazdy kompasu
Główne gwiazdy czwartej wielkości i bledsze nie mają żadnego podobieństwa do pudełka zawierającego okrągły kompas.
- α Pyxidis – jasny olbrzym klasy B, jedenaście razy bardziej masywny i 18 000 razy jaśniejszy od Słońca. Najjaśniejsza gwiazda konstelacji jest blada, bo znajduje się daleko od nas w odległości 830 lat świetlnych i świeci przez chmurę pyłu w Drodze Mlecznej. Sprawia to, że zdaje się jeszcze bledsza[1].
- β Pyxidis – gwiazda podwójna, odległość 388 lat świetlnych, dominuje gwiazda typu widmowego G5II-III i jasności 3,97m
- γ Pyxidis – olbrzym, typ widmowy K3III, jasność 4,02m, odległość 209 lat świetlnych
- T Pyxidis to nowa powrotna, która typowo ma jasność zaledwie 15,5m, ale podczas wybuchu potrafi osiągnąć jasność nawet 6,0-7,0m – czyli na granicy widoczności nieuzbrojonym okiem. Dotychczas zaobserwowano sześć jej pojaśnień w latach 1890, 1902, 1920, 1944, 1966 i 2011. Pierwsze wybuchy powtarzały się co około 19 lat, na ostatnie czekano 45 lat. Jest to układ podwójny kataklizmiczny – składający się z gwiazdy podobnej do Słońca przelewającej swą materię na powierzchnię białego karła. Szacuje się, że za około 10 milionów lat przekroczy masę Chandrasekhara, zapadnie się pod własnym ciężarem i wybuchnie jako supernowa typu Ia. Gwiazda znajduje się w odległości około 3,3 tysięcy lat świetlnych[4].

## Interesujące obiekty
W związku z tym, że Kompas leży blisko Drogi Mlecznej, można znaleźć w nim kilka otwartych gromad gwiazd.
- Na granicy Kompasu i Żagla znajduje się mgławica planetarna NGC 2818, która tylko z pozoru stanowi część gromady otwartej NGC 2818 A.
- Najjaśniejsza galaktyka konstelacji to NGC 2613. W 20-centymetrowym teleskopie wygląda jak jasne mgliste wrzeciono z wieloma bladymi gwiazdami w tle[1].
- IC 2469 to bardzo podobna, nieco mniejsza galaktyka leżąca na południu Kompasu[1].
- NGC 2658, gromada otwarta, o jasności 9,0m leżąca w odległości 230 lat świetlnych. W skład gromady wchodzi około 60. gwiazd[5].